# Tour Schindler
La Tour panoramique Schindler (en castillan Torre Panorámica Schindler) est un bâtiment de Séville (Espagne) situé dans le quartier de la Cartuja.
La Tour Schindler a été érigée pour l'exposition universelle de 1992 par le groupe industriel suisse Schindler, spécialisé dans les escaliers mécaniques, les trottoirs roulants et les ascenseurs.
Elle fut ouverte au public quelques semaines après le début de la manifestation. Elle mesure 65 mètres. La terrasse supérieure peut être atteinte par des ascenseurs. La montée dure 24 secondes.
En 2011, l'avenir de la tour est toujours peu clair. Le groupe Schindler avait prévu de la transformer en centre d'investigation.
Elle est dotée d'un plongeoir en partie centrale où les compétitions « RedBull » ont lieu mais le projet a été repoussé.

## Sources
- Ressource relative à l'architecture :   - Structurae
- (es) http://wikanda.sevillapedia.es, « Torre Schindler » (consulté le 14 avril 2011).